# Rivarolo del Re ed Uniti
Rivarolo del Re ed Uniti är en ort och kommun i provinsen Cremona i regionen Lombardiet i Italien. Kommunen hade 1 940 invånare (2018).